# Skállojávrre
Skállojávrre, enligt tidigare ortografi Skallojaure, är en sjö i Jokkmokks kommun i Lappland och ingår i Luleälvens huvudavrinningsområde. Sjön har en area på 1,91 kvadratkilometer och ligger 915,2 meter över havet. Sjön avvattnas av vattendraget Gárddevárjåhkå.

## Delavrinningsområde
Skállojávrre ingår i det delavrinningsområde (744850-155120) som SMHI kallar för Utloppet av Skallojaure. Medelhöjden är 1 097 meter över havet och ytan är 18,23 kvadratkilometer. Räknas de 4 avrinningsområdena uppströms in blir den ackumulerade arean 93,86 kvadratkilometer. Gárddevárjåhkå som avvattnar avrinningsområdet har biflödesordning 3, vilket innebär att vattnet flödar genom totalt 3 vattendrag (Darreädno, Lilla Luleälv, Luleälven) innan det når havet efter 347 kilometer. Avrinningsområdet består mestadels av kalfjäll (89 procent). Avrinningsområdet har 2,1 kvadratkilometer vattenytor vilket ger det en sjöprocent på 11,5 procent.